# Горна Любата
Горна Любата (на сръбски: Горња Љубата или Gornja Ljubata) е село в Община Босилеград, Западните покрайнини, Сърбия. Има население от 296 жители (по преброяване от септември 2011 г.).

## История
В регистър на джелепкешани от 1576 г. селото е отбелязано като част от каза Илидже. Посочени са Иван ковач и Гюре Стоян, натоварени да доставят по 40 овце.

## Етнически състав
(2002)
- 85,56% българи
- 6,59% сърби
- 0,2% румънци
- 0,2% югославяни
- 1,64% неизвестно

## Други
- от сателит